# 위신호 제거

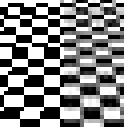
안티앨리어싱 적용 전(왼쪽)과 후(오른쪽)

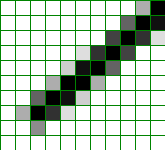
안티앨리어싱의 적용 예

위신호 제거(僞信號制擧, 영어: Anti-Aliasing 안티에일리어싱[*], 줄여서 AA)는 높은 해상도의 신호를 낮은 해상도에서 나타낼 때 생기는 계단 현상(깨진 패턴)을 최소화하는 방법이다. 그래픽 프로그램에서는 포토샵에서 어도비 일러스트레이터로 작업한 EPS 그림 파일을 불러올 때 이 기능을 제공한다.
샘플링된 오디오 신호의 위신호를 제거하는 작업 역시 위신호 제거라고 불린다.

## 종류
- 위신호 제거필터 (Anti-aliasing filter), 오디오 프로그램 따위에서 신호의 대역폭을 제한하기 위해 신호 샘플러 앞에 사용되는 필터
- 공간축선 안티에일리어싱 (Spatial anti-aliasing), 고해상도의 이미지를 낮은 해상도로 표현할 때 생기는 위신호를 최소화 하기 위한 기술
  - 슈퍼샘플링 (Supersample anti-aliasing, SSAA)
  - 멀티샘플링 (Multisample anti-aliasing, MSAA)
  - Fast approximate anti-aliasing (FXAA), 엔비디아의 티모시 러츠가 고안한 방식
  - Coverage sampling anti-aliasing (CSAA), 지포스 8 시리즈에서 처음 사용된 기술
- 시간축선 안티에일리어싱 (Temporal anti-aliasing), 이미지의 이동에서 생기는 일시적 위신호를 줄이기 위한 기술

## 역사
위신호 제거의 역사의 중대한 초기 업적은 다음을 포함한다:
- Freeman, H. (March 1974). “Computer processing of line drawing images”. 《ACM Computing Surveys》 6 (1): 57–97. doi:10.1145/356625.356627.
- Crow, Franklin C. (November 1977). “The aliasing problem in computer-generated shaded images”. 《Communications of the ACM》 20 (11): 799–805. doi:10.1145/359863.359869.
- Catmull, Edwin (August 23–25, 1978). 〈A hidden-surface algorithm with anti-aliasing〉. 《Proceedings of the 5th annual conference on Computer graphics and interactive techniques》. 6–11쪽.

## 같이 보기
- 클리어타입
- 화소
- 딥 러닝 슈퍼 샘플링(DLSS)
- 적응형 앤티에일리어싱
- 애니소트로픽 필터링